# Johann von Bucka
Johann von Bucka, O. Praem., ook wel Jan Železný, bijgenaamd Johann de IJzere, Ioannes Pragensis en Ionanes Germanus, (Praag, ±1360 – Esztergom of Bratislava, 9 oktober 1430) was een Boheems rooms-katholiek kardinaal, bisschop en premonstratenzer.

## Biografie
Johann werd geboren in een Praagse patriciërsfamilie als zoon van Hána en Agnes. Zijn achternaam, Bucka, werd ook geschreven als Bucek en Bucca. Tsjechische bronnen noemen hem ook Jan Železný. Hij trad op jonge leeftijd in bij de norbertijnen, in de abdij van Strahow. Hier kreeg hij zijn opleiding tot priester. Hij werd proost van Vyšehrad.
Hij werd benoemd tot bisschop van Litomyšl door paus Urbanus VII in 1398 en tot bisschop gewijd op 28 april 1398. Hij zou bisschop van het bisdom Litomyšl blijven tot 1420. Hij was een belangrijk raadgever van Wenceslaus IV, de koning van Bohemen en koning van Duitsland van 1378 tot 1400. Hij was ook kort een intimus van Sigismund, jongere halfbroer van Wenceslaus VI, koning van Hongarije en keizer van het Heilige Roomse Rijk van 1433 tot zijn dood. Bij de tweede arrestatie van koning Wenceslaus benoemde koning Sigismund Johann van 1402 tot 1403 tot administrator van Bohemen. Hij regeerde zo in de naam van de in ongenade van de Boheemse adel gevallen vorst.
Op 14 december 1416 werd hij aangeduid als administrator van het bisdom Olomouc en op 21 september 1416 tot bisschop van Olomouc benoemd. Het duurde echter nog tot 14 februari 1418 eer hij in zijn ambt bevestigd werd. Hij zou bisschop van dit bisdom blijven tot aan zijn dood. Hij nam als bisschop deel aan het Concilie van Konstanz.
In 13 augustus 1421 werd hij benoemd tot administrator van het aartsbisdom Praag door paus Martinus V. Hij bleef deze functie uitoefenen tot aan zijn dood. Hij poogde driemaal om tot aartsbisschop benoemd te worden van Praag.
Paus Martinus V creëerde hem kardinaal-priester op het consistorie van 24 mei 1426 en gaf hem de titelkerk S. Ciriaco alle Terme Diocleziane op 27 mei 1426. Vanaf 1429 werd hij ook administrator van het bisdom Vác. De kardinaal deinsde er niet voor terug geweld te gebruiken tegen ketters, voornamelijk hussieten, in ijzeren harnas op zijn paard. Hetgeen hem de bijnaam de IJzere opleverde. Johann von Bucka was de eerste en enige norbertijn die ooit in de geschiedenis van de Katholieke Kerk kardinaal is gecreëerd.
Hij stierf op 9 oktober 1430 te Esztergom of Presburg (Bratislava) en werd begraven in de franciscaner kerk van Vác.
- Gemeinsame Normdatei: 104358998
- International Standard Name Identifier: 0000 0000 7855 8662
- Nationale Bibliotheek van Tsjechië: xx0253196
- Virtual International Authority File: 85471652
- WorldCat: E39PBJwMxGv7JBY46Rqrb7tYfq